# زمین‌لرزه ۱۹۱۳ بلغارستان
زمین‌لرزه بلغارستان  در تاریخ ۱۴ ژوئن ۱۹۱۳ میلادی، برابر با ‎۲۴ خرداد ۱۲۹۲، ساعت ۹:۳۳:۱۲ به زمان یوتی‌سی در بلغارستان رخ داد. بزرگی آن ۶٫۸ در مقیاس ریشتر اعلام شده‌است. زمین‌لرزه به وقت محلی در روز شنبه، ساعت ۱۱ روی داده و منطقه زمانی آن یوتی‌سی +۲ بوده‌است (با لحاظ تغییر ساعت تابستانی).
سازمان زمین‌شناسی آمریکا نیز جای این زمین‌لرزه را در مختصات ۴۳°۳۰′شمالی ۲۵°۳۰′شرقی / ۴۳٫۵°شمالی ۲۵٫۵°شرقی و بزرگی آنرا برابر با ۶٫۸ در مقیاس ریشتر اعلام کرده‌است. 
شمار کشتگان زلزله حدود ۵۰۰ نفر بوده‌است. 